# Sirop de fraise
 (juin 2016).
Si vous disposez d'ouvrages ou d'articles de référence ou si vous connaissez des sites web de qualité traitant du thème abordé ici, merci de compléter l'article en donnant les références utiles à sa vérifiabilité et en les liant à la section « Notes et références ».

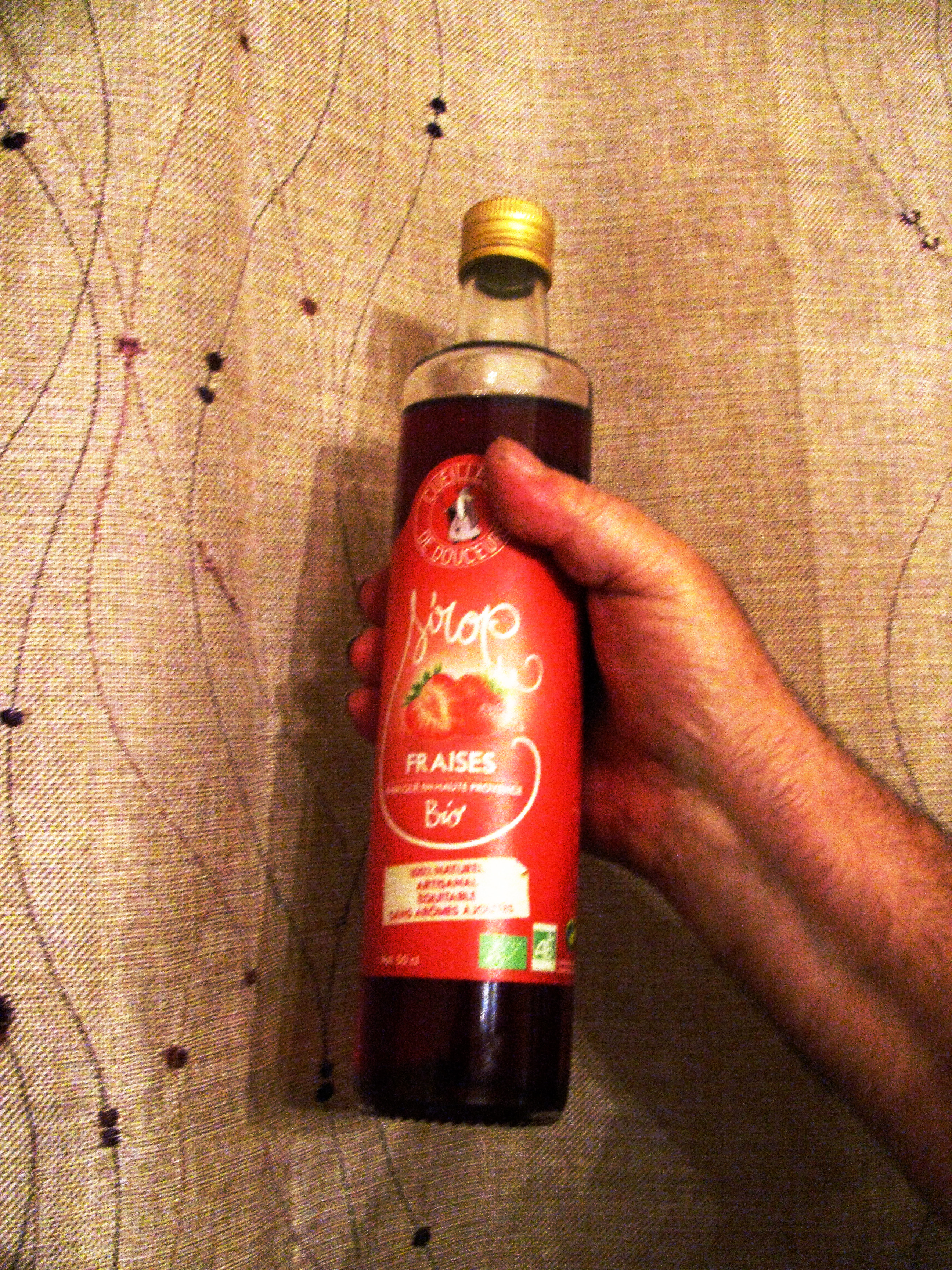
Sirop de fraise artisanal

Le sirop de fraise est un sirop de couleur rouge. Il est généralement produit par la combinaison d'un sirop blanc (dissolution de cristaux de sucre dans de l'eau chaude) et d'un jus de fraises (habituellement à parts égales). Les recettes artisanales peuvent compter une part plus importante de jus de fruit, dilué progressivement dans un sucre en poudre en dessous de la température d'ébullition (autour de 100°) en acidifiant le mélange pour éviter la cristallisation du sucre (avec du jus de citron par exemple). Les fabricants de sirops de fraise pourront aussi ajouter des arômes, du sirop de glucose, de fructose, ainsi que d'autres additifs.

## Utilisations
Le sirop de fraise est apprécié dans les cocktails, pour ses arômes et pour former des dégradés en laissant couler le sirop le long de la paroi du verre, en tournant celui-ci sur lui-même. Il entre par exemple dans la réalisation du lait fraise, ou du rourou (un cocktail au pastis).
De même, on obtient une Pelforth-fraise en laissant couler le sirop le long de la paroi du verre, puis en y ajoutant une  Pelforth brune.

## Annexe